# Steve Denton
Steve Denton (Kingsville, 5 settembre 1956) è un ex tennista statunitense.

## Carriera
Da giovanissimo viene introdotto al tennis per ragioni mediche, all'università forma insieme al compagno di stanza Kevin Curren un team di doppio formidabile. I risultati in doppio mettono in secondo piano la carriera da singolo anche all'ingresso tra i professionisti.
È proprio nel singolare invece che raggiunge il primo risultato importante in carriera, agli Australian Open 1981. Durante l'ultimo Slam dell'anno raggiunge infatti la finale superando durante il percorso diverse teste di serie. Nel match decisivo viene però sconfitto dal sudafricano Johan Kriek per 6-2, 7-6, 6-7, 6-4. Nel doppio invece si qualifica per il torneo di fine anno insieme a Kevin Curren ma vengono sconfitti in finale da Peter Fleming e John McEnroe. L'anno successivo migliorano ancora i suoi risultati, in singolo raggiunge il quarto turno a Wimbledon e agli US Open mentre agli Australian Open si ripete la finale dell'anno precedente ma ancora una volta è Johan Kriek ad avere la meglio, in tre set.
Nel doppio vince la prima ed unica finale in un torneo dello Slam, agli US Open 1982 insieme a Curren sconfigge Victor Amaya e Hank Pfister. Nel 1983 raggiunge le migliori posizioni in classifica, il dodicesimo posto in singolare e la seconda posizione nel doppio. Chiude la carriera con diciotto titoli vinti in doppio e sette finali del Grande Slam disputate.

## Finali del Grande Slam

### Singolare

#### Finali perse (2)
| Anno | Torneo          | Avversario in finale | Risultato          |
| 1981 | Australian Open | Johan Kriek          | 6-2, 7-6, 6-7, 6-4 |
| 1982 | Australian Open | Johan Kriek          | 6-3, 6-3, 6-2      |

### Doppio

#### Vinte (1)
| Anno | Torneo  | Compagno     | Avversari in finale       | Risultato               |
| 1982 | US Open | Kevin Curren | Victor Amaya Hank Pfister | 6-2, 6-7, 5-7, 6-2, 6-4 |

#### Finali perse (1)
| Anno | Torneo          | Compagno         | Avversari in finale         | Risultato |
| 1983 | Australian Open | Sherwood Stewart | Mark Edmondson Paul McNamee | 6-3, 7-6  |

### Doppio misto

#### Finali perse (3)
| Anno | Torneo    | Compagna         | Avversari in finale       | Risultato           |
| 1981 | US Open   | JoAnne Russell   | Anne Smith Kevin Curren   | 6-4, 7–6(4)         |
| 1983 | Wimbledon | Billie Jean King | Wendy Turnbull John Lloyd | 6(5)–7, 7–6(5), 7-5 |
| 1984 | Wimbledon | Kathy Jordan     | Wendy Turnbull John Lloyd | 6-3, 6-3            |